# Flughafen Techo

i7
i11
i13
Der Techo International Airport (informell TIA, Khmer អាកាសយានដ្ឋានអន្តរជាតិតេជោ, IATA-Code: KTI, ICAO-Code: VDTI) ist ein im Bau befindlicher internationaler Flughafen in Kambodscha, der sich ca. 24 km südlich von Phnom Penh in der Provinz Kandal befindet. Der architektonische Entwurf kommt vom britischen Architekturbüro Foster + Partners. Im Dezember 2023 lag der Baufortschritt bei 55 Prozent.
Die Eröffnung ist für den 9. September 2025 geplant und wird dann den bestehenden internationalen Flughafen Phnom Penh als Hauptflughafen des Landes ersetzen. Die offizielle Eröffnungszeremonie des Techo International Airports findet am 20. Oktober 2025 statt.
Es ist ein rund um die Uhr Betrieb geplant. Der Flughafen erstreckt sich über eine Fläche von zirka 1.700 Hektar. Nach seiner Fertigstellung soll er als Flughafen der 4F-Klasse (ICAO Aerodrome Reference Code) ausgewiesen werden. Damit können die größten Flugzeuge, einschließlich des Airbus A380 und der Boeing 747, abgefertigt werden. Die anfängliche Kapazität ist für 13 Millionen Passagiere pro Jahr geplant. Mit dem neuen Flughafen wird Kambodscha über interkontinentale Direktverbindungen verfügen, bisher werden nur innerasiatische Direktflüge angeboten.
Ab dem 3. Oktober 2025 fliegt Etihad Airways die Strecke Abu Dhabi – Phnom Penh – Abu Dhabi fünfmal wöchentlich direkt.